# Limonia pilosicaudata
Limonia pilosicaudata är en tvåvingeart som beskrevs av Alexander 1931. Limonia pilosicaudata ingår i släktet Limonia och familjen småharkrankar. Inga underarter finns listade i Catalogue of Life.